# Антало
Хынтало (тигринья ሕንጣሎ), также называемый Антало, — бывший административный центр исторической уореды Эндерты Габат Мелаш, ныне небольшой городок, расположенный в Юго-Восточной зоне региона Тыграй в Эфиопии. Он находится на плато, высота которого, по разным данным, составляет от 2050 до 2102 метров над уровнем моря. Он расположен примерно в 20 милях к югу от Мэкэле, столицы Тыграя. Стремление контролировать это укреплённое горное место становилось причиной частых столкновений между различными тыграйскими вождями, начиная с XVII века. Хынтало процветал как город в последней четверти XVIII и в начале XIX века.

## История

### Происхождение
Исторически Хынтало был столицей провинции Эндерта. Расположенный на высоком плато у южного склона горы Амба-Арадом, город представлял собой естественную крепость. С приходом к власти раса Уольдэ Сылассе из Эндерты в качестве губернатора всего Тыграя, Хынтало стал политическим центром Тыграя. Ранее это была резиденция и безопасное убежище его отца дэджазмача Кафле Иясуса, который однажды восстал, чтобы бросить вызов власти раса Микаэля Сехула из Тыграя. Более того, один из самых шатких гондэрских «теневых императоров», аце Такла Гиоргис, однажды нашёл убежище в этом же районе. Именно в Хынтало рас Уольдэ Сылассе получал ежегодные налоги, проводил смотры войск и объявлял об административных реорганизациях. Его стремление свергнуть династию Йеджу побудило его вести необходимую подготовку в Хынтало.

### XVII век
Впервые Хынтало был упомянут в 1648 году йеменским послом Хасаном ибн Ахмадом аль-Хайматом, который описал его как «укреплённый город». В 1678 году Хынтало стал местом битвы; некоторые из видных людей Ласты намеревались присоединиться к восстанию в южном Тыграе, но потерпели поражение, а некоторые из тех, кто был из Хынтало, были сброшены с обрыва и погибли.

### XIX век
Параллельно с физическим расширением города в начале XIX века быстро росло население Хынтало. Тем временем Хынтало превратился в главный торговый центр Тыграя, уступающий по значимости только Адуа. Его посещали как мусульмане, так и христиане. Тем не менее, город пришел в упадок сразу после смерти своего покровителя, раса Уольдэ Сылассе. Он сильно пострадал от последовавшего хаоса и оказался в тени Адиграта, нового политического центра, основанного Сабагадисом Уольду из Агаме. Последний сменил Уольдэ Сылассе на посту губернатора Тыграя. Тем не менее Хынтало оставался важным рыночным центром торговли солью на протяжении всего XIX века.
Рас Уольдэ Сылассе сделал Хынтало своей столицей. Именно здесь Генри Солт встретился с расом в сентябре 1805 года. К марту 1810 года он описывался как столица провинции Эндерта. Более поздняя встреча в Хинтало дэджазмача Кассая Мерчи (будущего Йоханныса IV) и сэра Роберта Нейпира 25-26 февраля 1868 года привела к тому, что дэджазмач согласился поставлять 15 тысяч килограммов зерна в неделю в каждый из британских лагерей в Хынтало и Адиграте, которые использовались для поддержки их экспедиции 1868 года в Абиссинию; за это дэджазмач Кассаи был позже вознаграждён внушительным количеством припасов и материалов стоимостью около 500 000 фунтов стерлингов.
К 1880 году большая часть города лежала в руинах, но еженедельный рынок сохранил своё значение в этом районе. В 1890-х годах он был крупным поставщиком слоновой кости, также ежегодно продавалось около 16 000 быков, 8 000 коров, 8 000 коз и 17 000 овец. 9 октября 1895 года итальянский майор Амелио с шестью ротами и двумя артиллерийскими орудиями атаковал эфиопских воинов под командованием раса Мэнгэша Йоханныса. Итальянцы захватили около 200 пленных, тысячу голов скота и много винтовок. Итальянские аскари потеряли 11 человек убитыми и 30 ранеными, в то время как на месте боя было подсчитано 16 убитых тыграйцев, а 60 раненых, как сообщалось, были вынесены оттуда.

### XX век
Хынтало был оккупирован итальянской армией во время Второй итало-абиссинской войны после победы итальянцев над эфиопами в битве при Эндерте. В настоящее время это всего лишь небольшой город и административный центр подокруга Хынтало в Юго-Восточной зоне Тыграя. Население оценивалось в 899 жителей в 2000 году.

## Население
В 1867 году Хынтало описывался как один из главных городов Тыграя, в котором насчитывалось от 200 до 300 домов.
По данным Центрального статистического агентства за 2005 год, общая численность населения Хынтало составляет 1179 человек, из которых 593 мужчины и 586 женщин. По данным переписи 1994 года, общая численность его населения составляла 676 человек, из которых 316 мужчин и 360 женщин.

## География
Город Хынтало расположен на плато Эфиопского нагорья, недалеко от его восточного склона. Он находится сразу к югу от крутого холма, который раньше использовался для обороны, и к северу от широкой плодородной равнины, вдоль дороги из Шоа в Массауа, бывший эфиопский порт, который теперь принадлежит Эритрее. Геологически он окружен известняком, содержащим ископаемые остатки.
Геологи назвали очень толстые известковые пласты, которые широко развиты в Тыграе, известняком Антало.

## Известные жители
Родиной потомственных вождей Эндерты был Хынтало. В их число входили аристократы XVIII и XIX веков дэджазмач Уэльдо, дэджазмач Кифла Иясус и рас Уольдэ Сылассе. В своей книге «Жизнь в Абиссинии» британский путешественник XIX века Мэнсфилд Паркинс пишет, что семья дэджазмача Кифлы Иясуса и раса Уольдэ Сылассе имела знатное происхождение и происходила из Хынтало в Эндерте, где они правили.
Хынтало также является местом рождения раса бехт-вадада Гэбрэ Кидана, сына бэлятен-геты Зему из Хынтало. Рас бехт-вадад Гэбрэ Кидан был эндерасси (регентом) императора Йоханныса IV и занимал пост премьер-министра Эфиопии с 1872 года по 1889 год. Он женился на сестре императора Йоханныса, императрице Дынкинш, которая родила ему трое детей, среди которых был дэджазмач Сеюм Гэбрэ Кидан.